# Friedrich Giese (Amtmann)
Friedrich (Frederik) Giese (* 15. Juni 1625 in Husum; † 12. Februar 1693 in Kopenhagen) war ein deutscher Beamter in dänischen Diensten.

## Leben und Wirken
Friedrich Giese war ein Sohn von Joachim Giese († 1644) und dessen Ehefrau Salome, geborene Moldenit († vor 1687). Der Vater arbeitete als Stadtsekretär und Ratsherr, ab 1632 auch als Schulaufseher in Husum. Seine Vorfahren väterlicherseits stammten aus Mecklenburg-Schwerin, wo der Großvater Joachim Giese als Pastor wirkte. Die Mutter war eine Tochter von Asmus Moldenit, der im Osterteil Eiderstedts als Landschreiber tätig war. Die Familie stammte aus dem Kirchspiel Moldenit im Herzogtum Schleswig. Er hatte zwei Brüder, den Pastor Joachim Giese und den Juristen Augustus Giese.
Nach dem Besuch einer Schule in Husum begann er 1639 eine vier Jahre dauernde Ausbildung bei dem herzoglich gottorfischen Kanzleisekretär Eilhard Schacht in Gottorf. Eine Lehre bei Schacht versprach seinerzeit in Schleswig-Holstein besonders gute Perspektiven für die weitere berufliche Laufbahn.
Auf Empfehlung von Christian zu Rantzau arbeitete Giese ab 1644 als Sekretär von Reichsmarschall Anders Bille. 1647 ging er als Auditeur, oberster Militärgerichtsbeamter, nach Jütland. Ab 1652 unternahm er als Hofmeister mit Billes Sohn Henrick eine Reise durch Deutschland, Holland, England, Frankreich und Italien, das sie im Sommer 1656 erreichten. Nach der Rückkehr 1657 ernannte ihn König Friedrich III. zum Generalauditeur. Als solcher diente er von 1657 bis 1660 während des dänisch-schwedischen Krieges und der Belagerung von Kopenhagen.
Im März 1659 übernahm Giese die Aufgabe, umfangreich über die militärischen Aktionen des Reichsmarschalls Bille zu berichten, der 1657 in einem schwedischen Gefängnis verstorben war. Offensichtlich sollte der Bericht dazu dienen, Dokumente für ein gerichtliches Vorgehen gegen dessen Erben zu liefern. Der Bericht hatte keine juristischen Auswirkungen und dürfte Gieses Auftraggeber daher nicht zufriedengestellt haben. Trotzdem genoss er das Vertrauen des Königs und wurde im November 1660 zum ständigen Sekretär des neuen Schatzkammerkollegiums ernannt. Während einer Neuorganisation dies Kollegiums wurde er gemeinsam mit Heinrich von Stöcken zum Assessoren befördert. Er war damit auch für die Finanzangelegenheiten der norwegischen und dänischen Landesteile verantwortlich.
Im Dezember 1679 wechselte Giese als Assessor in das neue, von von Stöcken geleitete Rentkammerkollegium. 1684 wurde er zum Admiralitätsrat ernannt, der die Finanzverwaltung der Flotte mitbestimmte. 1684 erhielt er den Titel eines Kanzlei- und Kammerrats. Christian von Plessen als Leiter der Rentkammer machte Giese im April 1692 bei fortgeführtem Titel und Bezahlung zum Amtmann von Ringsted. Diese stellte vermutlich eine sanfte Art der Verabschiedung dar. Seine Amtszeit in der Rentkammer endete im Juli 1692 und somit wenige Monate vor seinem Tod.
Giese bildete mit den Rentmeistern Christoffer von Gabel, Heinrich Müller und von Stöcken eine Gruppe deutscher Beamter, die zu Einfluss gelangten und den dänischen Königen ab 1660 zuverlässig halfen, eine Zentralverwaltung zu schaffen und die Finanzen des Staates zu sanieren. Sie stammten aus bürgerlichem Haus und hatten eine praktische Ausbildung erhalten. Damit machten sie Adligen ihre Position streitig, weil sie anders als diese ihr Vermögen und ihre Position allein ihrer beruflichen Tätigkeit verdankten.
Über Gieses Persönlichkeit ist wenig bekannt, auch, weil persönliche Zeugnisse fehlen. Im Unterschied zu von Gabel und von Stöcken trat er nicht besonders hervor. Er arbeitete offensichtlich fleißig in der Verwaltung, hatte jedoch keine politischen Ambitionen. Seine Forderungen an das Königshaus setzte er ein, um schrittweise Grundbesitz im  Kirchspiel Nordrup zu erlangen. 1683 stellte er den Antrag, daraus unter dem Namen Giesegaard ein Adliges Gut zu machen, welches sich seit Mitte des 18. Jahrhunderts im Eigentum der Familie Schack befindet.
Giese, dessen Bruder Augustus Giese als Jurist und Schriftsteller wirkte, wurde am 2. März 1693 in Nordrup beigesetzt.

## Familie
Am 18. Dezember 1665 heiratete Giese in Kopenhagen Margaretha Elisabeth Schönbach, die nach 1719 starb. Ihr Vater Johann Christoph Schönbach (1616–1683) war ein schleswig-holsteinischer Landkanzler und verheiratet mit Susanne Elisabeth Lange (1621–1673).
Das Ehepaar Giese hatte zwei Söhne und fünf Töchter. Zwei Töchter und der jüngere Sohn kamen 1689 beim Brand des Theaters von Kopenhagen um. Die weiteren Töchter starben vor ihrem Vater. Der überlebende Sohn Christoph Joachim (1668–1719) war ein dänischer Justizrat und ab 1712 Amtmann von Vordingborg.